# Cobitis vettonica
Cobitis vettonica là một loài cá vây tia thuộc họ Cobitidae.
Loài này chỉ có ở Tây Ban Nha.
Môi trường sống tự nhiên của chúng là sông ngòi và sông có nước theo mùa.
Chúng hiện đang bị đe dọa vì mất môi trường sống.